# Leó Weiner
Leó Weiner, född 16 april 1885 i Budapest, död där 13 september 1960, var en ungersk tonsättare. 
Weiner studerade i Budapest, där han blev teaterkapellmästare och senare lärare i musikteori vid Liszt-akademien. Han var en originell och i modern ungersk musik framträdande kompositör av bland annat orkesterverk, kammarmusik och pianostycken. Han framträdde även som musikskriftställare (främst om ungersk musik).